# Râul Dalnic
Râul Dalnic este un curs de apă, afluent al Râului Negru. 